# 關鍵時刻 (電影)
《關鍵時刻》（英語：The Four Feathers）是2002年美國、英國合作的電影，改編自英國作家A.E.W.麥森的小說『四支羽毛』，也是本作品的第6度電影化。

## 演員
- 希斯·萊傑：Harry Faversham
- 魏斯·班特利：Jack Durrance
- 吉蒙·韓蘇：Abou Fatma
- 凱特·哈德森：Ethne Eustace

## 外部連結
- AllMovie上《關鍵時刻》的资料（英文）
- 爛番茄上《關鍵時刻》的資料（英文）
- Box Office Mojo上《關鍵時刻》的資料（英文）
- TCM电影资料库上《關鍵時刻》的资料（英文）
- 互联网电影数据库（IMDb）上《關鍵時刻》的资料（英文）